# Ctenochira rubranator
Ctenochira rubranator är en stekelart som beskrevs av Aubert 1965. Ctenochira rubranator ingår i släktet Ctenochira och familjen brokparasitsteklar. Inga underarter finns listade i Catalogue of Life.